# Australia en la Copa Mundial de Fútbol Sub-20 de 2011
La Selección de Australia fue uno de los 24 equipos participantes en la Copa Mundial de Fútbol Sub-20 de 2011, torneo que se llevó a cabo entre el 29 de julio y el 20 de agosto de 2011 en Colombia.
En el sorteo realizado el 27 de abril en Cartagena de Indias la Selección de Australia quedó emparejada en el Grupo C junto con Ecuador, con quien debutará España y Costa Rica. Terminó en el puesto 19º

## Participación

### Grupo C
| Equipo     | Pts | PJ | PG | PE | PP | GF | GC | Dif |
| ---------- | --- | -- | -- | -- | -- | -- | -- | --- |
| España     | 9   | 3  | 3  | 0  | 0  | 11 | 2  | 9   |
| Ecuador    | 4   | 3  | 1  | 1  | 1  | 4  | 3  | 1   |
| Costa Rica | 3   | 3  | 1  | 0  | 2  | 4  | 9  | -5  |
| Australia  | 1   | 3  | 0  | 1  | 2  | 4  | 9  | -5  |

## Partidos
| 31 de julio de 2011, 18:00 | Australia | 1:1 (0:1) | Ecuador   | Estadio Palogrande, Manizales                                         |                                                                       |
|                            | Oar 89'   | Reporte   | Govea 24' | Asistencia: 14.434 espectadores Árbitro(s): Djamel Haimoudi (Argelia) | Asistencia: 14.434 espectadores Árbitro(s): Djamel Haimoudi (Argelia) |

| 3 de agosto de 2011, 20:00 | Australia                  | 2:3 (1:2) | Costa Rica                  | Estadio Palogrande, Manizales                                              |                                                                            |
|                            | Oar 26' · Calvo 64' (a.g.) | Reporte   | Campbell 22' 27' · Ruíz 72' | Asistencia: 10.132 espectadores Árbitro(s): Robert Schörgenhofer (Austria) | Asistencia: 10.132 espectadores Árbitro(s): Robert Schörgenhofer (Austria) |

| 6 de agosto de 2011, 17:00 | Australia | 1:5 (1:5) | España                                               | Estadio Palogrande, Manizales                                      |                                                                    |
|                            | Bulut 27' | Reporte   | Roberto 1' · Vázquez 6' 13' 19' · Canales 31' (pen.) | Asistencia: 14.548 espectadores Árbitro(s): Wilson Seneme (Brasil) | Asistencia: 14.548 espectadores Árbitro(s): Wilson Seneme (Brasil) |

- Datos: Q5712201